# Centro Simon Wiesenthal
O Centro Simon Wiesenthal (em inglês Simon Wiesenthal Center), fundado em 1977, é uma organização internacional de direitos humanos com sede em Los Angeles, cujo principal enfoque temático é a questão do Holocausto.
Tem como objetivo manter tolerância e entendimento mútuo entre as pessoas, o que é alcançado através de uma ativa interação de esclarecimento e educação sociais. Além disso o Centro Simon Wiesenthal se ocupa das questões de racismo, antissemitismo, terrorismo e genocídio. O Centro é reconhecido como ONG tanto pela ONU assim como pela UNESCO.
A organização leva o nome do mais conhecido "caçador de nazistas", Simon Wiesenthal, que detectou várias pessoas que estiveram envolvidas aos crimes do nacional-socialismo levando-as à justiça. O Centro é guiado pelo rabino Marvin Hier, decano e fundador do mesmo, tendo como cofundador o rabi Abraham Cooper e como atual administrador Meyer May.
Desde sua fundação em 1977, o centro tem um constante intercâmbio com entidades particulares assim como públicas, tais como o governo dos Estados Unidos entre outros.
O Centro Simon Wiesenthal e o acoplado Museu da Tolerância (Museum of Tolerance) é um dos vários espaços onde há participação do governo austríaco com o intuito de preservar a memória do holocausto fora do próprio país (Serviço Austríaco em Memória do Holocausto).